# Tanytarsus norwegicus
Tanytarsus norwegicus är en tvåvingeart som beskrevs av Maurice Emile Marie Goetghebuer 1935. Tanytarsus norwegicus ingår i släktet Tanytarsus och familjen fjädermyggor.
Artens utbredningsområde är Norge. Inga underarter finns listade i Catalogue of Life.